# Vajont (Fluss)
Der Vajont (friaulisch und örtlich Vaiont) ist ein linker, ca. 10 km langer Zufluss des Piave im Veneto aus der autonomen Region Friaul nordöstlich von Belluno. Seine Mündung liegt auf 473 m s.l.m. im Gemeindegebiet Longarone. Er entspringt ca. auf 900 m Höhe.
Der Vajont kommt von Osten aus den Südlichen Karnischen Alpen, den Belluneser Voralpen (Venetianer Voralpen). Deren höchster Gipfel ist mit 2472 m s.l.m. der Col Nudo. Vom Gewässertyp gehört der Vajont zu den Torrenti (Sturzbächen). Er besitzt ein schmales, tief eingeschnittenes, zum Teil von Geröll gefülltes Bett, der italienische Name seiner Schlucht ist „Val Vajont“ (friaulisch Val Vaiont, deutsch Vajonttal oder Vajont-Tal). In seinem Tal verläuft in östlicher Richtung die SS 251 von Longarone durch Erto e Casso nach Cimolais. In Erto mündet von Norden das Tal des Torrente Pezzeit in den Vajont. Östlich von Erto, bei San Martino, folgt die Straße dem Tuara-Tal weiter über den Passo di San Osvaldo nach Osten.
Das Flusstal des Vajont kommt vom Süden her, vom Col Nudo. Dort entspringen zwei etwa gleich lange Bäche, deren westlicher den Namen trägt; der östliche heißt Rio Frugna. Westlich vom Tal ragt der Rnetto auf. Der Vajont fließt im Bogen nach Nordwest um den Monte Toc herum. Von dessen Nordflanke löste sich 1963 der verheerende Bergsturz, der den probeweise gefüllten Stausee zum plötzlichen Überfließen brachte. Unterhalb des Ortsteils Casso steht die Staumauer. Ihr gegenüber liegt im Tal der vom Bergsturz gebildete Hügel.
Der Piave, in den der Vajont mündet, fließt zwischen den Dolomiten und Südlichen Karnischen Alpen durch das Cadore (Val Serpentine) in Nord-Süd-Richtung zur oberen Adria (Mündung bei Jésolo, östlich von Venedig). Bezogen auf die Alpen handelt es sich bei dem Flusseinzugsgebiet um den Südrand der Ostalpen und eine wichtige Nord-Süd-Passage (Deutschland, Österreich, Italien).

## Geschichte
Die Grenze zwischen den italienischen Verwaltungseinheiten Veneto und Friaul verläuft etwa auf dem linken Ufer des Piave. Der Zufluss in den Piave liegt bereits im Veneto; der Fluss selbst aber entwässert fast vollständig im Gebiet Friaul.
1956 bis 1960 wurde das Flusstal mit einer Staumauer verbaut (Höhe 261,60 m). Zur Stromgewinnung sollte ein Stausee mit einem Volumen von 152 Millionen Kubikmetern Wasser entstehen. Betreiber war das Unternehmen Società Adriatica di Elettricità.
Am 9. Oktober 1963 wurden durch die Folgen eines Erdrutsches vom Monte Toc in den künstlichen, probeweise angefüllten Stausee viele Einwohner des Tals, darunter fast die gesamte Einwohnerschaft der Gemeinde Longarone, getötet. Es kam in den Talgemeinden zu ca. 2000 Toten. Die Staumauer selbst blieb dabei intakt und besteht noch heute.
- Siehe dazu den Hauptartikel Katastrophe von Longarone (im Italienischen heißt sie: Katastrophe vom Vajont)